# Proteina GAP
GAP è l'acronimo di GTPase Activating protein e indica una classe di enzimi specializzati nell'aiutare le piccole GTPasi cellulari ad idrolizzare a GDP il GTP che portano legato. Questo provoca il passaggio della GTPasi alla forma inattiva.

## Funzionamento
Normalmente, le piccole GTPasi idrolizzano il GTP a velocità molto basse. Il compito delle GAP è di aumentare significativamente la velocità dell'idrolisi di GTP.
Le GAP agiscono giustapponendo il loro sito catalitico a quello della loro GTPasi. Così facendo mettono a disposizione della GTPasi uno ione Mg2+ che tiene in posizione il GTP e alcuni residui catalitici (Tyr, Arg e Gln) che portano a termine l'idrolisi del GTP.
La reazione consiste nella deprotonazione di una molecola d'acqua con conseguente produzione di uno ione OH-. L'ossidrile porta, quindi, un attacco nucleofilo al fosforo del fosfato gamma del GTP causandone il distacco.

## GAP nella cellula
Le GAP sono usate, assieme alle GEF, per controllare le transizioni delle piccole GTPasi tra i loro stati "attivo" e "inattivo", contribuendo, quindi, alla loro funzione di interruttori cellulari. Per ogni GTPasi esistono (molto probabilmente) una GAP e un GEF che ne regolano l'attività.
Un esempio può essere Ran-GAP, la GAP citosolica coinvolta nell'inattivazione di Ran. Ran è la GTPasi che si occupa di mantenere l'unidirezionalità dei processi di importazione ed esportazione nucleare. Ran-GAP agisce nel citosol dove promuove la transizione da Ran-GTP a Ran-GDP. Questo causa il distacco di Ran dalle importine e dalle esportine.